# أساليب التصميم

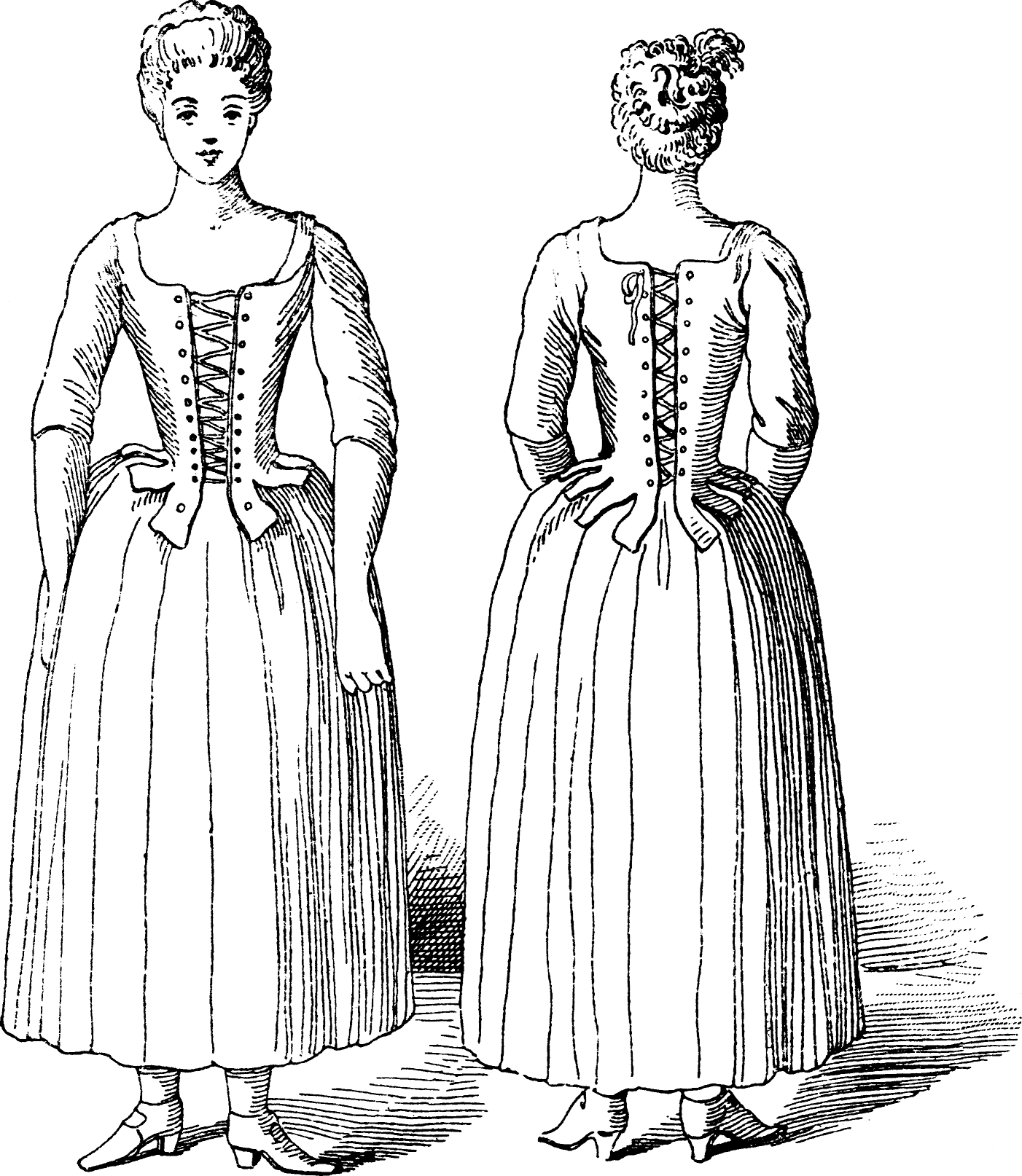
التصميم, وعند تطبيقه على الأزياء, يشمل النظر في علم الجمال، وكذلك الوظيفة في الشكل النهائي.

تعد أساليب التصميم إجراءات أو تقنيات أو أدوات مساعدة مستخدمة في عملية التصميم. وهي توفر عددًا من أنواع الأنشطة المختلفة التي قد يستخدمها المصمم في عملية التصميم بشكل عام. ويمكن اعتبار إجراءات التصميم التقليدية مثل الرسم والتصميم. ولكن منذ الخمسينيات وضعت إجراءات جديدة تجمع في مجموعات عادةً ما تسمى«أساليب التصميم». وما تشترك فيه أساليب التصميم هو أنها «محاولات لجعل الفكر الخاص للمصممين ذائع بين العامة» ولإضفاء الطابع الخارجي على عملية التصميم.

## نبذة
تعتبر منهجية التصميم دراسة واسعة لأساليب التصميم وهي دراسة مبادئ التصميم وممارساته وإجراءاته.
وقد نشأت أساليب التصميم على نهوج جديدة لحل المشكلات والتي طورت في منتصف القرن العشرين استجابة للتصنيع والإنتاج الضخم مما غير من طبيعة التصميم." وقد عقد مؤتمر في لندن عام 1962 والذي يعتبر حدثاً رئيسياً حيث أصبح معروفاً في دراسات التصميم ويحتوي المؤتمر على الطرق المنهجية والبديهية في الهندسة والتصميم الصناعي والهندسة المعمارية والاتصالات وأساليب التصميم"، مما أدى إلى تأسيس جمعية أبحاث التصميم والحث على تعليم التصميم وممارسته بإستمرار. وكان من بين الشخصيات البارزة في هذه الحركة في المملكة المتحدة المصمم كريستوفر جونز في جامعة مانشستر والمهندس بروس آرشر في الكلية الملكية للفنون.

## التطوير
تطورت الحركة من خلال عدة مؤتمرات حول أساليب التصميم الجديدة في المملكة المتحدة والولايات المتحدة الأمريكية في الستينيات. وظهرت في هذه الفترة أيضاً أول الكتب عن أساليب التصميم المنطقي وعن الأساليب الإبداعية أيضا.
وطُورت أساليب جديدة في التصميم في الوقت ذاته في ألمانيا في مدرسة العلوم التطبيقية للتصميم (1953-1968) بقيادة توماس مالدونادو الذي دمج تدريس التصميم مع العلوم بما في ذلك العلوم الاجتماعية وأدخل مجالات جديدة للتدريس مثل علم التحكم الآلي ونظرية النظم والسيميائية في تعليم التصميم. وكما درٌس بروس آرتشر في أولم وكان هناك معلم آخر ذو نفوذ وهو هورست ريتل. انتقل ريتل في عام 1963 إلى مدرسة الهندسة المعمارية في جامعة كاليفورنيا، بيركلي، حيث ساعد في العثور على مجموعة أساليب تصميم جديدة، وهو مجتمع يركز على تطوير وتعزيز أساليب جديدة.
وفي نهاية الستينيات نشر اثنين من الأعمال المؤثرة ولكنها مختلفة تماما واقترح سيمون «علم التصميم» باعتباره «هيئة تحليلية قوية فكريا، وقابلة للتحليل جزئيا وتجريبيا، ويعتبر قابل للإرفاق في عملية التصميم» في حين قام جونز بفهرسة مجموعة متنوعة من النهج للتصميم سواء المنطقي أو الإبداعي في سياق رؤية شاملة تقوم على إنشاء مستقبل لأنظمة التصميم.
وشهدت السبعينيات بعض ردود الفعل ضد منطقية أساليب التصميم لا سيما من اثنين من روادها كريستوفر ألكسندر وجيم كريستوفر جونز. كما أثيرت قضايا أساسية من قبل ريتل، الذي وصف مشاكل التصميم والتخطيط بأنها مشاكل مستعصية غير قابلة لتقنيات العلم والهندسة، التي تتعامل مع المشاكل المتروية. وحولت الانتقادات بعيدا عن النهوج المسننة لتصميم حل المشاكل ونحو عمليات تشاركية جدلية، حيث عمل المصممون في شراكة مع أصحاب المصلحة وهم (العملاء، المستخدمين، المجتمع). وأدى ذلك إلى تصميم تشاركي وتصميم متمركز حول المستخدم ودور التفكير في التصميم كعملية إبداعية في حل المشاكل والابتكار.
ومع ذلك، استمر الاهتمام بأساليب التصميم المنهجية والمنطقية في التطور بقوة في التصميم الهندسي خلال الثمانينيات فعلى سبيل المثال من خلال سلسلة التصميم الهندسي لجمعية التصميم وعمل جمعية فيرين دويتشر شنر شنجير في ألمانيا، وكذلك في اليابان، حيث تأسست الجمعية اليابانية لعلم التصميم في عام 1954. ونشرت كتب اساليب التصميم في ألمانيا والمملكة المتحدة. ففي الولايات المتحدة الأمريكية الجمعية الأمريكية للمهندسين الميكانيكيين والمصممين بدأت شعبة الهندسة المعمارية في تشغيل تيار حول نظرية التصميم والمنهجية في داخل مؤتمراتها السنوية. أدى الاهتمام بالنهج المنهجي والمنطقي في التصميم إلى تصميم العلوم ومنهجية علم التصميم في الهندسة وعلوم الحاسب.

## الأساليب والعمليات
ارتبط تطوير أساليب التصميم ارتباطا وثيقا بوصفه عملية تصميم منهجية. وعادة ما تشمل على نماذج العمليات هذه عددا من المراحل، بدءا ببيان أو تقدير مشكلة أو الحاجة إلى تصميم جديد، ثم تتوج باقتراح حل نهائي. وفي طريقة النظام المعلوماتية للمصممين أنتج بروس آرشر نموذجًا مفصلاً للغاية من 229 خطوة لعملية تصميم منهجية للتصميم الصناعي ويعتبر أيضًا نموذجًا موجزًا يتكون من ثلاث مراحل وهي المرحلة التحليلية (البرمجة وجمع البيانات وتحليلها) والمرحلة الإبداعية (التوليف والتطوير) والمرحلة التنفيذية (الاتصال). يصمم مجلس التصميم في المملكة المتحدة عملية التصميم الإبداعي على أربع مراحل: اكتشاف المشكلات (نظرة ثاقبة للمشكلة)، والتحديد (المنطقة التي يجب التركيز) وتطوير الحلول المحتملة، وتقديم الحلول ذات الجدوى. وهناك نموذج منهجي للتصميم الهندسي له مراحل توضيح المهمة والتصميم المفاهيمي وتصميم التجسيد، والتصميم التفصيلي. والنهج الأقل إرشادياً لإعداد عملية تصميم أساسية الذي وضح من قبل كريستوفر جونز.
وفي عملية التصميم الهندسي تميل النماذج المنهجية إلى أن تكون خطية وفي خطوات متسلسلة ولكنها تعترف بضرورة التكرار في التصميم المعماري وتميل نماذج العمليات إلى أن تكون دورية وحلزونية مع التكرار باعتباره ضرورياً للتقدم نحو التصميم النهائي. وفي التصميم الصناعي وتصميم المنتجات، تميل نماذج العمليات إلى أن تتألف من سلسلة من مراحل التفكير المتباعد والمتقارب. وقد جمع مكتب تصميم دوبرلي أمثلة لأكثر من 80 نموذج لعملية التصميم ولكنها ليست قائمة شاملة.
وفي هذه النماذج العملية هناك العديد من طرق التصميم التي يمكن تطبيقها في كتابه طرق التوقيع وقام كريستوفر جونز بتجميع 26 طريقة وفقًا لأغراضها في عملية التصميم مثل طرق استكشاف حالات التصميم (على سبيل المثال تحديد الأهداف، استقصاء سلوك المستخدم، مقابلة المستخدمين)، وطرق البحث عن الأفكار (على سبيل المثال العصف الذهني، تقوييات، مخططات مورفولوجية)، وطرائق لاستكشاف بنية المشكلة على سبيل المثال مصفوفة التفاعل، الابتكار الوظيفي، فرز المعلومات)، وأساليب التقييم (على سبيل المثال قوائم الرصد والترتيب والمقاييس).
وحدد نايجل كروس ثماني مراحل في عملية تصميم المنتجات الهندسية، لكل منها طريقة مرتبطة وهي تحديد الفرص - وسيناريوهات المستخدم وتوضيح الأهداف وشجرة الأهداف وإنشاء الوظائف وتحليل الوظائف وتحديد المتطلبات ومواصفات الأداء وتحديد الخصائص ونشر وظيفة الجودة وإنشاء بدائل مخططات المورفولوجي وتقييم البدائل والأهداف المرجحة وتحسين التفاصيل والهندسة القيمية.
ونشأت العديد من أساليب التصميم التي لا تزال قيد الاستخدام حالياً في حركة أساليب التصميم في الستينيات والسبعينيات والتي تم تكييفها مع ممارسات التصميم الحديثة. وقد شهدت التطورات الأخيرة إدخال تقنيات نوعية أكثر، بما في ذلك الطرق الإيثنوغرافية مثل المسابر الثقافية والطرق التي تقع فيها.

## بروز أبحاث التصميم ودراسات التصميم
كان لحركة طرق التصميم تأثير عميق على تطوير الاهتمام الأكاديمي بالتصميم وظهور بحوث التصميم ودراسات التصميم. ونشأت مباشرة من مؤتمر في عام 1962 حول أساليب التصميم، وتأسست جمعية أبحاث التصميم في المملكة المتحدة في عام 1966. والغرض من الجمعية هو تشجيع «دراسة عملية التصميم والبحث فيها في جميع مجالاتها العديدة»، وهي مجموعة متعددة التخصصات ممثلة فيها العديد من المهن.
في الولايات المتحدة الأمريكية، أُُسست مجموعة طرق التصميم في عام 1966 من قبل هورست ريتل وغيرها في جامعة كاليفورنيا، بيركلي. وقد عقد مؤتمر في معهد ماساتشوستس للتكنولوجيا في عام 1966. ادى التركيز على التصميم والتخطيط البيئي إلى تأسيس جمعية أبحاث التصميم البيئي التي عقدت مؤتمرها الأول في عام 1969. وهي مجموعة مهتمة بأساليب التصميم ونظرية الهندسة المعمارية والهندسية التي تشكلت في معهد ماساتشوستس للتكنولوجيا في أوائل الثمانينات، بما في ذلك دونالد شورن، وقد قامت منظمة الصحة العالمية بدراسة ممارسات عمل المهندسين المعماريين وغيرهم من المهنيين، كما قامت بتطوير نظرية الممارسة التأملية. وفي عام 1984 أنشأت المؤسسة الوطنية للعلوم برنامج لنظرية التصميم والمنهجية لتشجيع الأساليب وإجراء البحوث في مجال التصميم الهندسي.
وفي الوقت ذاته أنشأ فلاديمير هوبكا حلقة العمل للتصميم المعماري التي أدت إلى سلسلة من المؤتمرات الدولية للتصميم الهندسي (ICED) التي بدأت في عام 1981 ثم أصبحت في وقت لاحق جمعية التصميم.
كما بدأت المجلات البحثية الأكاديمية في مجال التصميم في النشر. وقد بدأت مصلحة الضرائب في إجراء دراسات التصميم في عام 1979، وظهرت قضايا التصميم في عام 1984، وأبحاث التصميم الهندسي في عام 1989.

## التأثير على ممارسات التصميم الاحترافية
طور العديد من رواد أساليب التصميم عملهم بالاشتراك مع الصناعة. وأقامت مدرسة أولم شراكة هامة مع شركة براون الألمانية للمنتجات الاستهلاكية من خلال المصمم ديتر رامز. وبدأ كريستوفر جونز نهجه في التصميم المنهجي كطبيب صحي في شركة الهندسة الكهربائية (AEI) وطور بروس آرشر نهجه المنهجي في مشاريع المعدات الطبية لخدمة الصحة الوطنية في المملكة المتحدة.
وفي الولايات المتحدة الأمريكية كان للمصمم هنري دريفوس تأثير عميق على ممارسة التصميم الصناعي من خلال تطوير عمليات منهجية وتعزيز استخدام الأعمال الخيرية البشرية والهندسة البشرية والعوامل البشرية في التصميم، بما في ذلك من خلال كتابه رقم 1955 'تصميم الأشخاص"وأيضاً كان هناك مصمم ناجح آخر وهو جاي دوبلن وكان له تأثير أيضاً على نظرية وممارسة التصميم كعملية منهجية.
لقد تأثر الكثير من ممارسات التصميم الحالية بأساليب التصميم واسترشدت بها. على سبيل المثال، تستخدم شركة (IDEO) الاستشارية ذات النفوذ أساليب التصميم بشكل واسع في 'مجموعة أدوات التوقيع' و'بطاقات الإيثان'. وبشكل متزايد، فإن تقاطعات طرق التصميم مع الأعمال والحكومة من خلال تطبيق التفكير في التصميم قد تم الدفاع عنها من قبل العديد من الخبراء الاستشاريين في مهنة التصميم. كما أن التأثير الواسع جاء من خلال أسلوب لغة نمط كريستوفر الكسندر وتم تطويره خاصة للتصميم المعماري والحضري، والذي اعتمد في تصميم البرمجيات وتصميم التفاعل والتصميم التربوي والمجالات الأخرى.

## روابط خارجية
- Introductory Lecture on Design Methods by Rhodes Hileman
- Abstract: Design Methods
- Rethinking Wicked Problems: Unpacking Paradigms, Bridging Universes, Part 1 of 2. J. Conklin, M. Basadur, GK VanPatter; NextDesign Leadership Institute Journal, 2007
- Rethinking Wicked Problems: Unpacking Paradigms, Bridging Universes, Part 2 of 2. J. Conklin, M. Basadur, GK VanPatter; NextDesign Leadership Institute Journal, 2007
- Double Consciousness: Back to the Future with John Chris Jones. GK VanPatter, John Chris Jones; NextDesign Leadership Institute Journal, 2006